# UFC 65
UFC 65: Bad Intentions foi um evento de artes marciais mistas promovido pelo Ultimate Fighting Championship, ocorrido em 18 de novembro de 2006 na ARCO Arena em Sacramento, California. O evento teve duas lutas valendo cinturão: uma dos Meio Médios entre Matt Hughes e Georges St. Pierre e dos Pesados entre Tim Sylvia e Jeff Monson.

## Resultados
Nota 1 Pelo Cinturão Meio-Médio do UFC.

Nota 2 Pelo Cinturão Peso-Pesado do UFC.

## Bônus da Noite
- Luta da Noite:  James Irvin vs.  Hector Ramirez
- Nocaute da Noite:  Georges St. Pierre
- Finalização da Noite:  Joe Stevenson

## Ligações Externas
Página oficial
1. ↑  Nota 1
2. ↑  Nota 2